# قائمة الأفلام المصرية سنة 1950
هذه قائمة بالأفلام المصرية لسنة 1950 مرتبة أبجديا
| اسم الفيلم      | إخراج وكتابة                                             | بطولةا                                                                                       | مصدر   |
| --------------- | -------------------------------------------------------- | -------------------------------------------------------------------------------------------- | ------ |
| أفراح           | - اخراج : نيازي مصطفى - تاليف : أبو السعود الإبياري      | - نور الهدى - محمود ذو الفقار - ليلى فوزي - شكري سرحان - ميمي شكيب - عزيز عثمان              | [ 1 ]  |
| آخر كدبة        | - اخراج : أحمد بدرخان - تاليف : أبو السعود الإبياري      | - فريد الأطرش - سامية جمال - إسماعيل ياسين - كاميليا - علي الكسار - عزيز عثمان               | [ 2 ]  |
| آه من الرجالة   | - اخراج : حلمي رفلة - تاليف : أبو السعود الإبياري        | - محمد فوزي - مديحة يسري - سميحة توفيق - زينات صدقي - إسماعيل ياسين - علي الكسار             | [ 3 ]  |
| أمير الانتقام   | - اخراج : هنري بركات - تاليف : ألكسندر دوماس             | - أنور وجدي - سامية جمال - فريد شوقي - مديحة يسري - محمود المليجي - كمال الشناوي             | [ 4 ]  |
| أنا وأنت        | - اخراج : أحمد بدرخان - تاليف : عادل خيري                | - هاجر حمدي - محمد الكحلاوي - حسن فايق - إسماعيل ياسين - زينات صدقي - محمد كمال المصري       | [ 5 ]  |
| إلهام           | - اخراج : بهاء الدين شرف - تاليف : محمد مندور            | - ماري كويني - يحيى شاهين - جلال حرب - سليمان نجيب - محمد عبد القدوس - سناء سميح             | [ 6 ]  |
| أختي ستيتة      | - اخراج : حسين فوزي - تأليف : حسين فوزي                  | - سعد عبد الوهاب - صباح - عفاف شاكر - حسن فايق - محمد الديب - عبد المنعم إسماعيل             | [ 7 ]  |
| أخلاق للبيع     | - اخراج : محمود ذو الفقار - تاليف : أبو السعود الإبياري  | - كيتي - علي عبد العال - شفيق نور الدين - محمود ذو الفقار - عبد الحميد زكي - فاتن حمامة      | [ 8 ]  |
| الآنسة ماما     | - اخراج : حلمي رفلة - تاليف : أبو السعود الإبياري        | - صباح - محمد فوزي - هاجر حمدي - سليمان نجيب - إسماعيل ياسين - محمد كمال المصري              | [ 9 ]  |
| الأفوكاتو مديحة | - اخراج : يوسف وهبي - تاليف : يوسف وهبي                  | - مديحة يسري - يوسف وهبي - حسين رياض - فردوس محمد - فاخر فاخر - سعيد خليل                    | [ 10 ] |
| الزوجة السابعة  | - اخراج : إبراهيم عمارة - تاليف : أبو السعود الإبياري    | - محمد فوزي - ماري كويني - إسماعيل ياسين - شادية - سليمان نجيب - ميمي عزيز                   | [ 11 ] |
| البطل           | - اخراج : حلمي رفلة - تاليف : إبراهيم الورداني           | - تحية كاريوكا - إسماعيل ياسين - شادية - محمد كمال المصري - إلياس مؤدب - زينات صدقي          | [ 12 ] |
| الصقر           | - اخراج : جياكومو جنتيلومو - تاليف : نينو نوفاريز        | - سامية جمال - عماد حمدي - زينب صدقي - فريد شوقي - سعيد خليل - سعيد أبو بكر                  | [ 13 ] |
| العقل زينة      | - اخراج : حسن رضا - تاليف : حسن رضا                      | - كاميليا - نور الدمرداش - هند رستم - زينات صدقي - محمد توفيق - محمد الديب                   | [ 14 ] |
| المليونير       | - اخراج : حلمي رفلة - تاليف : مأمون الشناوي              | - كاميليا - إسماعيل ياسين - سراج منير - سعاد مكاوي - زينات صدقي - إستيفان روستي              | [ 15 ] |
| امرأة من نار    | - اخراج : فريونتشو - تاليف : فريونتشو                    | - مختار عثمان - رشدي أباظة - لولا صدقي - كاميليا - عبد العزيز محمود                          | [ 16 ] |
| أيام شبابي      | - اخراج : جمال مدكور - تاليف : جمال مدكور                | - كمال الشناوي - تحية كاريوكا - شادية - محمود المليجي - عزيز عثمان - أحمد علام               | [ 17 ] |
| بابا أمين       | - اخراج : يوسف شاهين - تاليف : يوسف شاهين                | - حسين رياض - فاتن حمامة - فريد شوقي - كمال الشناوي - طوسون معتمد - نبوية مصطفى              | [ 18 ] |
| بابا عريس       | - اخراج : حسين فوزي - تاليف : حسين فوزي                  | - نعيمة عاكف - شكري سرحان - كاميليا - نوال بغدادي - فؤاد شفيق - ماري منيب                    | [ 19 ] |
| بلدي وخفة       | - اخراج : حسين فوزي - تاليف : حسن توفيق                  | - نعيمة عاكف - سعد عبد الوهاب - عباس فارس - لولا صدقي - محمود شكوكو - إستيفان روستي          | [ 20 ] |
| بنت باريز       | - اخراج : حلمي رفلة - تاليف : أبو السعود الإبياري        | - محمد فوزي - ليلى فوزي - تحية كاريوكا - عزيز عثمان - إستيفان روستي - عبد السلام النابلسي    | [ 21 ] |
| جوز الأربعة     | - اخراج : فطين عبدالوهاب - تاليف : السيد بدير            | - كمال الشناوي - مديحة يسري - لولا صدقي - سميحة توفيق - زينب صدقي - زوزو حمدي الحكيم         | [ 22 ] |
| حبايبي كتير     | - اخراج : كمال عطية - تاليف : عبد العزيز سلام            | - رجاء عبده - كمال الشناوي - ماجدة - إسماعيل ياسين - فريد شوقي - عبد العزيز أحمد             | [ 23 ] |
| حماتك تحبك      | - اخراج : فؤاد شبل - تاليف : فؤاد شبل                    | - جلال حرب - شادية - تحية كاريوكا - محمد كمال المصري - لولا صدقي - عبد الفتاح القصري         | [ 24 ] |
| دماء في الصحراء | - اخراج : حمادة عبدالوهاب - تاليف : فيرنتيشو             | - عماد حمدي - سراج منير - حسيبة رشدي - رشاد حامد - إبراهيم عمارة - صلاح نظمي                 | [ 25 ] |
| دموع الفرح      | - اخراج : أحمد سالم - تاليف : بديع خيري                  | - مديحة يسري - أحمد سالم - إسماعيل ياسين - حسن فايق - ثريا حلمي - عبد الفتاح القصري          | [ 26 ] |
| ساعة لقلبك      | - اخراج : حسن الإمام - تاليف : هنري بركات                | - شادية - كمال الشناوي - حسن فايق - زوزو شكيب - منى - عزيز عثمان                             | [ 27 ] |
| ست الحسن        | - اخراج : نيازي مصطفى - تاليف : أبو السعود الإبياري      | - ليلى فوزي - كمال الشناوي - سامية جمال - إسماعيل ياسين - عزيز عثمان - فؤاد شفيق             | [ 28 ] |
| شاطئ الغرام     | - اخراج : هنري بركات - تاليف : هنري بركات                | - ليلى مراد - حسين صدقي - تحية كاريوكا - ميمي شكيب - محسن سرحان - منى                        | [ 29 ] |
| ظلموني الناس    | - اخراج : حسن الإمام - تاليف : أبو السعود الإبياري       | - كمال الشناوي - فاتن حمامة - شادية - عباس فارس - زكي إبراهيم - لولا عبده                    | [ 30 ] |
| عيني بترف       | - اخراج : عباس كامل - تاليف : عباس كامل                  | - تحية كاريوكا - كارم محمود - سعاد مكاوي - حسن فايق - محمود المليجي - لولا صدقي              | [ 31 ] |
| غرام راقصة      | - اخراج : حلمي رفلة - تاليف : يوسف جوهر                  | - نور الهدى - محمد فوزي - تحية كاريوكا - محمود شكوكو - حسن فايق - محمد البكار                | [ 32 ] |
| فلفل            | - اخراج : سيف الدين شوكت - تاليف : مصطفى العطار          | - إسماعيل ياسين - حسن فايق - ماجدة - لولا صدقي - إلياس مؤدب - فريد شوقي                      | [ 33 ] |
| قسمة ونصيب      | - اخراج : محمود ذو الفقار - تاليف : عزيزة أمير           | - تحية كاريوكا - يحيى شاهين - محسن سرحان - زوزو ماضي - شكري سرحان - عبد العزيز أحمد          | [ 34 ] |
| قمر ١٤          | - اخراج : نيازي مصطفى - تاليف : عبد الفتاح السيد         | - كاميليا - محمود ذو الفقار - حسن فايق - فردوس محمد - السيد بدير - عبد الفتاح القصري         | [ 35 ] |
| كيد النساء      | - اخراج : كامل التلمساني - تاليف : كامل التلمساني        | - حسن كامل - سيد سليمان - مديحة يسري - كمال الشناوي - حسن فايق - هاجر حمدي                   | [ 36 ] |
| ليلة الدخلة     | - اخراج : مصطفى حسن - تاليف : علي الزرقاني               | - إسماعيل ياسين - حسن فايق - سميحة توفيق - ماجدة - عبد الفتاح القصري - زكية إبراهيم          | [ 37 ] |
| ماكانش عالبال   | - اخراج : حسن رمزي - تاليف : حسن رمزي                    | - راقية إبراهيم - كمال الشناوي - إسماعيل ياسين - فؤاد شفيق - عزيزة حلمي - عبد العزيز أحمد    | [ 38 ] |
| محسوب العائلة   | - اخراج : عبد الفتاح حسن - تاليف : عبد الفتاح حسن        | - تحية كاريوكا - محمود المليجي - إسماعيل ياسين - دولت أبيض - زينات صدقي - نجاة الصغيرة       | [ 39 ] |
| معركة الحياة    | - اخراج : حسين صدقي - تاليف : حسين صدقي                  | - حسين صدقي - سميحة توفيق - محمود المليجي - نازك - حسن فايق - إستيفان روستي                  | [ 40 ] |
| مغامرات خضرة    | - اخراج : السيد زيادة - تاليف : السيد زيادة              | - درية أحمد - كمال الشناوي - ميمي شكيب - إسماعيل ياسين - علي الكسار - أنور حسونة             | [ 41 ] |
| مكتب الغرام     | - اخراج : حسن حلمي - تاليف : جمال حمدي (غصين محمود حمدي) | - أحمد إبراهيم أحمد - محمد أمين - هدى شمس الدين - فؤاد شفيق - عبد الفتاح القصري - عزيز عثمان | [ 42 ] |
| معلهش يا زهر    | - إخراج : هنري بركات - تأليف : هنري بركات                | - زكي رستم - شادية - كارم محمود - ميمي شكيب - سراج منير - حمادة عبد اللطيف                   | [ 43 ] |
| ياسمين          | - اخراج : أنور وجدي - تاليف : أنور وجدي                  | - أنور وجدي - مديحة يسري - زكي رستم - فيروز - عبد العزيز خليل - محمد الديب                   | [ 44 ] |